# Християнський фемінізм
Християнський фемінізм — школа християнської теології, яка використовує християнську точку зору для просування та розуміння моральної, соціальної та духовної рівності чоловіків і жінок. Християнські богослови стверджують, що внесок жінок і визнання цінності жінок необхідні для повного розуміння християнства. Християнські феміністки керуються вірою в те, що Бог не робить дискримінації на основі біологічно визначених характеристик, таких як стать і раса, а створив усіх людей для існування в гармонії та рівності незалежно від цих факторів. З іншого боку, християнський егалітаризм використовується для тих, хто виступає за гендерну рівність і справедливість серед християн, але не бажає асоціювати себе з феміністичним рухом.
Християнські феміністки та вчені вважають, що інтерпретації біблійних текстів, а також твори деяких релігійних діячів можуть підштовхувати до сексистських рис чи обов'язків, які, якщо їх не визнавати, можуть продовжувати увічнювати патріархат, присутній у церкві. Проблеми, які виникають через патріархат у церкві, включають перешкоджання висвяченню жінок, відсутність рівності у шлюбі, права на аборти, відсутність визнання жіночої духовності та проштовхування чоловічого образу Бога. Також існує занепокоєння щодо поводження з жінками в сучасній культурі, оскільки очікується, що вони будуть підпорядковані чоловікам відповідно до того, як тлумачаться ранньохристиянські релігійні писання. Незважаючи на це, жінки продовжують шукати доброти, якої навчає їх християнська віра. Через тлумачення біблійних текстів і творів ранніх релігійних діячів християнські феміністки та вчені спираються на ці джерела, щоб аргументувати як сексизм, присутній у християнстві, так і рівність, яка має бути присутньою між чоловіками та жінками. Потім ці тексти представляють невідповідності концепцій, які виникають між працями релігійних діячів і Біблією.

## Історія
Деякі християнські феміністки вважають, що принцип егалітаризму був присутній у вченнях Ісуса та ранніх християнських рухах, таких як маріанізм, але це дуже суперечлива точка зору для багатьох феміністських учених, які вважають, що саме християнство значною мірою покладається на гендерні ролі. Ці інтерпретації християнського походження були піддані критиці світськими феміністками за «анахронічне проєктування сучасних ідеалів назад у перше століття».
У середні віки Джуліан Норвічська та Гільдеґарда Бінгенська досліджували ідею божественної сили з чоловічими та жіночими характеристиками. Протофеміністські твори з XV по XVII століття висловлювали заперечення проти того, щоб жінки навчалися, викладали та проповідували в релігійному контексті. Однією з таких протофеміністок була Енн Гатчінсон, яку вигнали з пуританської колонії Массачусетс за навчання про гідність і права жінок.
Перша хвиля фемінізму в ХІХ та на початку ХХ століть включала підвищений інтерес до місця жінки в релігії. Жінки, які відстоювали свої права, почали сумніватися у своїй неповноцінності як усередині церкви, так і в інших сферах, яка раніше виправдовувалася церковним вченням. Деякими християнськими феміністками цього періоду були Марі Можере, Кетрін Бушнелл, Кетрін Бут, Френсіс Віллард.
Протягом 1960-х і 1970-х років на багатьох євангельських жінок вплинув рух за громадянські права. Християнські феміністки почали писати та публікувати статті про репродуктивні права, а також про нерівність у шлюбі та релігійній ієрархії. У відповідь на ці статті були створені такі групи, як Євангельський жіночий кокус (EWC) і або Євангелісти за суспільні дії (ESA), щоб створити соціальний рух у церкві для вирішення таких проблем.

## Питання

### Жінки в церковному керівництві
Поділ протестантських віросповідань на різні деномінації дозволив жінкам отримати набагато більше керівних посад у церкві, оскільки певні деномінації мали свободу виступати за лідерство жінок. І в основній, і в ліберальній гілках протестантського християнства жінки висвячуються в духовенство. Навіть деякі теологічно консервативні деномінації, такі як Церква Назарянина та Асамблеї Бога, висвячують жінок у пасторки. Однак католицька церква, православна церква, Південна баптистська конвенція (найбільша протестантська деномінація в США), а також Церква Ісуса Христа Святих Останніх Днів і багато церков в американському євангельському русі забороняють жінкам займати духовні посади. Деякі християнки-феміністки вважають, що оскільки жінки матимуть більше можливостей отримати теологічну освіту, вони матимуть більший вплив на те, як священні писання тлумачаться тими, хто відмовляє жінкам у праві служити.

### Тлумачення священних віршів за гендерною ознакою
Багато християнських ідеалів щодо гендеру випливають із тлумачень Біблії. Християнські феміністки часто стверджували, що Біблія проблематична не через сам текст, а через християнських вчених, які тлумачили Святе Письмо протягом багатьох часів. Приклад цих невідповідностей можна знайти в історії створення Адама і Єви; деякі євангелісти вважають, що Адам і Єва були створені одночасно, а інші вважають, що Єва була створена з ребра Адама. У багатьох християнських деномінаціях також точаться широкі дебати щодо провини Єви щодо споживання забороненого плоду та входження гріха у світ. Історично багато звинувачень покладалося на Єву, але багато християнських феміністок працювали над тим, щоб переосмислити цю історію та розподілити провину рівною мірою на обидві сторони, оскільки обоє скуштували плід. Історія про Адама і Єву є лише одним із прикладів тексту, який християнські феміністки вважають патріархальним за інтерпретацією. Деякі християнки-феміністки вирішили відмовитися від прямого використання Святого Письма у боротьбі за рівність, тоді як інші покладалися на вірші, які виступали проти патріархальних ідеалів, вказуючи на невідповідності в Біблії. Наступні уривки служать прикладами цих невідповідностей.
- Галатам 3:28. «Немає… ні чоловіка, ні жінки, бо всі одне в Христі Ісусі».
- Старозавітна Девора була пророчицею і «суддею Ізраїлю».
- Буття 2:20. Слово, що перекладається як «допомога» або «помічник», є тим самим єврейським словом «ēzer», яке в Старому Завіті вживається понад 17 разів, щоб описати допомогу, яку Бог приносить Своєму народові в часи скрути; наприклад, Т"и моя допомога (ēzer) і мій визволитель" і «Моя допомога (ēzer) походить від Господа». Жодного разу в усіх цих зверненнях це слово не використовується для позначення підпорядкування або рабства іншій людині.[29]
- Буття 3:16. «До жінки він (Бог) сказав: „Я збільшу твої болі в пологах, і в болях ти будеш народжувати дітей, але бажання твоє буде до чоловіка твого, і він буде панувати над тобою“».
- 1 Тимофія 2:12. «Але я терплю жінку не для того, щоб вона вчила, і не для того, щоб узурпувала владу над чоловіком, але щоб сиділа в мовчанні».
- Перше послання до Коринтян 11:7-9. «Бо чоловік не повинен покривати голови своєї, бо він образ і слава Божа, а жінка — слава чоловіка. Бо не чоловік створений з жінки, а жінка з чоловіка. І не створений чоловік на жінку, а жінка на чоловіка».
- Перше послання до Коринтян 14:34. «Жінки повинні мовчати в церквах. Бо їм не дозволено говорити, але вони повинні бути в покорі, як говорить і Закон».
- Колосянам 3:18. «Дружини, коріться своїм чоловікам, як годиться в Господі».
- 1 Петро 3:1. «Так само й ви, дружини, коріться своїм чоловікам, щоб, коли хто й не послухається слова, то поведінкою своїх дружин перемогти їх без слова».
- Послання до Ефесян 5:22-24. «Дружини, коріться своїм чоловікам, як ви Господеві. Бо чоловік є головою дружини, як і Христос є головою Церкви, тіла якої Він є Спаситель. Як Церква підкоряється Христові, так і дружини повинні бути в усьому підкорені своїм чоловікам».

### Гендерні стереотипи та ролі
Переклади біблійних писань є прикладами, коли соціальна ієрархія може впливати на фактичне значення біблійних писань. Хоча займенник him часто вживається в Святому Письмі, Роберт Альтер, професор івриту, стверджує, що він не є «анатомічно чоловічим». Ці варіації в займенниках можуть призвести до загострення розподілу між жіночими та чоловічими ролями та сприяти гендерній ієрархії. Крім того, розділення між чоловіком і жінкою передбачається не лише використанням займенників із статевим відношенням, а й відсутністю репрезентації жінок і гендерних якостей і завдань. Святий Августин, єпископ Гіппона, написав трактат про Євангеліє від Іоанна, і в розділі про Мудрість Божу він не згадує жодної жіночої постаті чи жіночності, які Старий Завіт розглядає в літературі Мудрості. Хоча незрозуміло, чому в трактатах святого Августина не згадуються жінки, сучасні вчені стверджують, що ця інформація є надто важливою для розуміння мудрості в Старому Завіті, щоб її можна було пропустити.

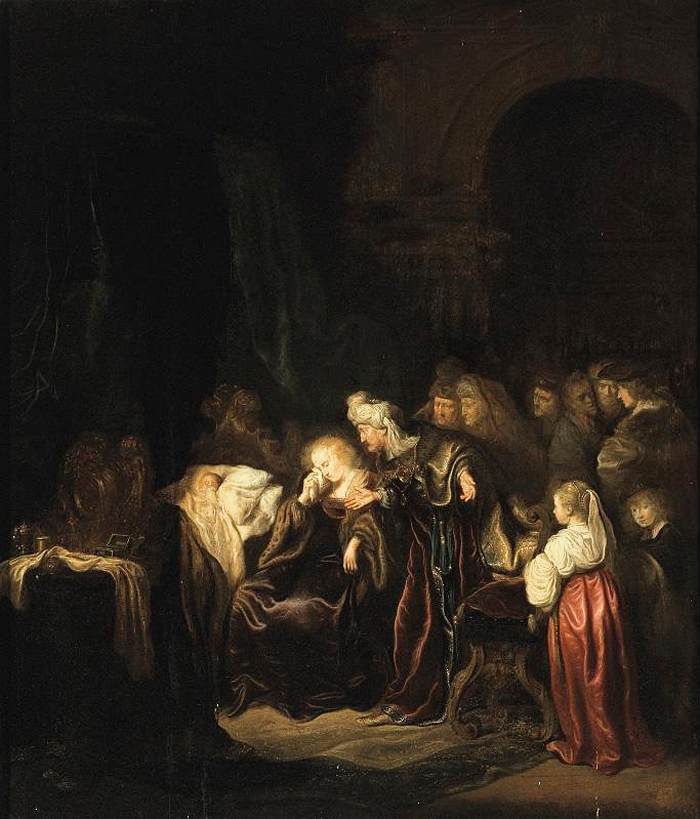
Картина із зображенням Вірсавії та Давида, які оплакують смерть свого сина Натана.

З іншого боку, позначаючи якості як жіночі або чоловічі, це створює очікування щодо того, як повинні діяти чоловіки та жінки. У Книзі Царів вони підкреслюють роль матерів через горе, яке вони повинні виявляти перед смертю членів своєї родини. Таким чином, навіть у королівстві роль матері цінується над королевою. Наприклад, у книзі Самуїла 2, коли Вірсавія оплакувала смерть свого сина, вона встановлює свою роль матері. Тоді, оскільки є особливі риси, які очікуються від жінок, якщо вони не відповідають цим якостям, то їх характеризують як чоловіків. На відміну від того, як Вірсавія показує свою материнську роль, є розправа Аталії над царями Юдеї, що змусило її стати монархом на кілька років. Через жорстокість і вперту особистість Аталію часто описують як демонстрацію мужності, але також описують як не зовсім мужню через її особистість як жінки.

### Жіноча сексуальність, контрацепція, право на аборт
Багато християнських феміністок уявляють собі суспільство, в якому жіноча сексуальність не засуджується церквою, а визнається природною частиною людського існування. Під час Реформації такі теологи, як Мартін Лютер і Жан Кальвін, наголошували на важливості цнотливості та шлюбу, що призвело до подальшого придушення жіночої сексуальності в християнській традиції. Багато християнських феміністок заявляли, що чоловіки, які займають впливові релігійні посади, часто використовували Святе Письмо та вчення таких теологів, як Кальвін і Лютер, щоб домінувати над жіночою сексуальністю та пригнічувати її, проблема, яку, на думку християнських феміністок, необхідно вирішити негайно.
Консервативні релігійні групи часто конфліктують з феміністичними та ліберальними релігійними групами через аборти та використання контрацепції. Такі вчені, як соціолог Фленн Кемпбелл, стверджують, що консервативні релігійні деномінації мають тенденцію обмежувати чоловічу та жіночу сексуальність, забороняючи або обмежуючи використання засобів контрацепції та засуджуючи аборти як гріховне вбивство. Деякі християнські феміністки (наприклад, Тереза Форкадес) стверджують, що «право жінки контролювати свою вагітність обмежується міркуваннями про її власне благополуччя» і що обмеження доступу до контрацепції та абортів є неповагою до її Богом даної вільної волі.
Вчені-філософи Брюс П. Блекшоу та Ніколас Колгроув разом із медичним працівником Деніелом Роджером стверджують, що аргументи проти абортів часто суперечливі. Дослідники виявили, що активісти, які виступають проти абортів, часто використовують надмірне узагальнення у своїх аргументах, змушуючи вірити, що їхні переконання стосуються всіх жінок, незалежно від різноманітних пріоритетів, чеснот і вірувань. Крім того, вони наголошують на важливості прислухатися до різних точок зору, особливо в такій темі, як аборти, де вибір робиться в кожному конкретному випадку. Крім того, можуть бути суперечності в міркуваннях активістів, які виступають проти абортів, щодо того, чому аборт є аморальним. Наприклад, дехто може використовувати термін Дона Маркіса «майбутнє цінності», який означає припущення, що ембріон матиме потенційний внесок у суспільство, якщо його виносити до народження.

Ряд лівих християн основних протестантських конфесій, а також певні єврейські організації та група Католики за вільний вибір, сформували Релігійну коаліцію за репродуктивний вибір (RCRC). RCRC часто працює як ліберальна феміністична організація та разом з іншими американськими феміністичними групами, щоб протистояти консервативним релігійним деномінаціям, які, з їхньої точки зору, прагнуть пригнічувати природні репродуктивні права жінок.

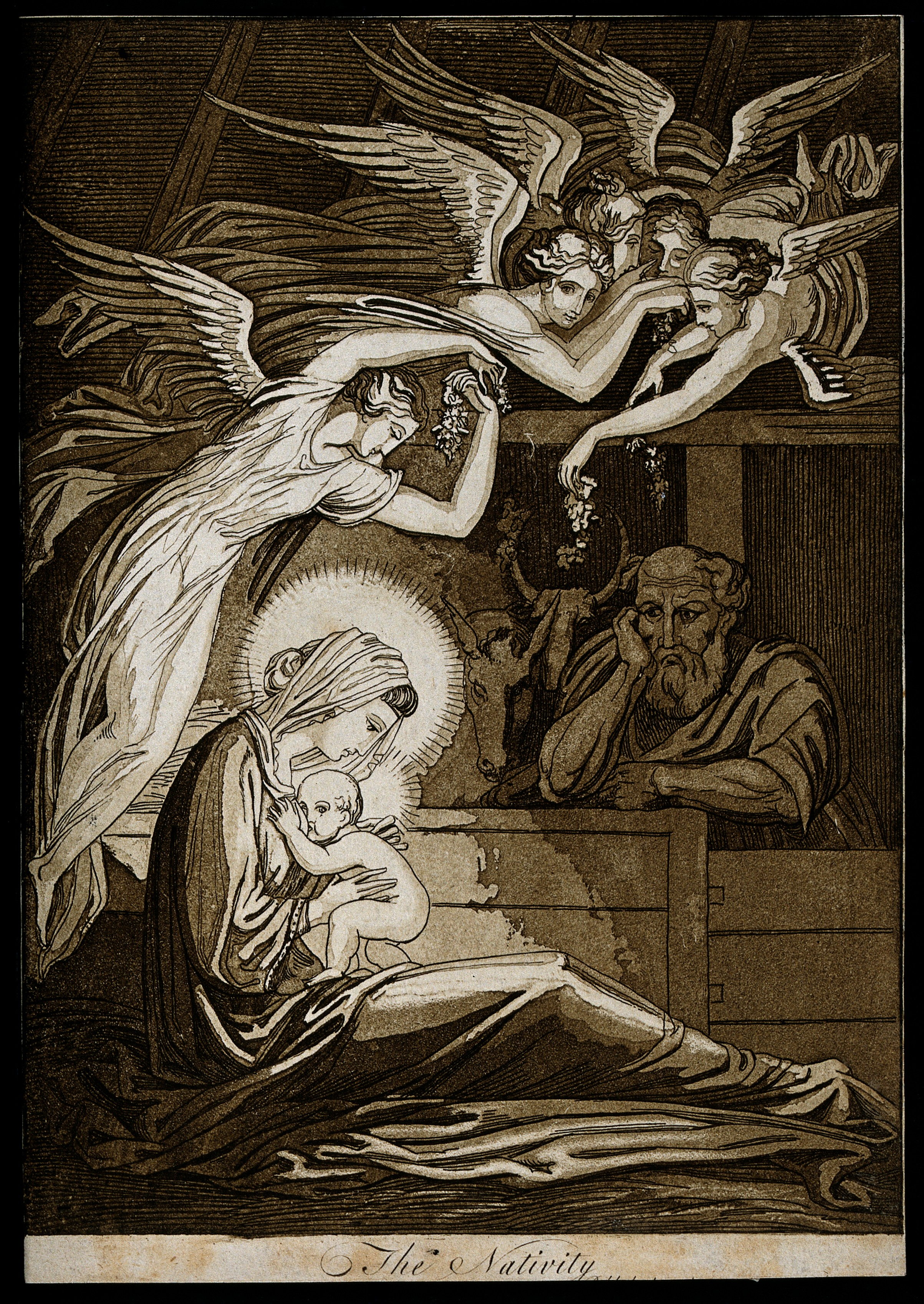
Зображення народження Христа в центрі жінки

### Жіночий або статево-трансцендентний Бог
Деякі християнські феміністки вважають, що гендерної рівності в церкві неможливо досягти без переосмислення зображення та розуміння Бога як чоловічої істоти. Теологічна концепція Софії, яка зазвичай розглядається як заміна або синонім Святого Духа в Трійці, часто використовується для задоволення цього бажання символів, які відображають релігійний досвід жінок. Побудова Софії не є статичною, а зазвичай наповненою емоціями та індивідуальною експресією. Для деяких християнських феміністок концепцію Софії знаходять у пошуках жінок, які відображають сучасні феміністичні ідеали як у Старому, так і в Новому Завіті. Деякі фігури, які використовуються для цієї мети, включають Діву Марію, Марію Магдалину, Єву та Естер.
Інші розглядають Бога як абсолютно незалежного від статі або зосереджуються на жіночих аспектах Бога та Ісуса. Жіноче зображення фігури Христа, відомого як Христа, нещодавно виникло в спробі дозволити застосувати силу фігури Христа як до чоловічого, так і до жіночого начала. Деякі християнки-феміністки використовують і пропагують гендерно-нейтральну або жіночу мову й образи для опису Бога чи Христа. Християнські феміністки також закликають до гендерно нейтрального читання Біблії, оскільки в тексті частіше використовуються чоловічі займенники порівняно з жіночими. Об'єднана Церква Христа описує свій Гімн Нового Століття, опублікований у 1995 році, як «єдиний гімн, випущений християнською церквою, який однаково вшановує як чоловічі, так і жіночі образи Бога».

## Жінки та їх роль у християнстві
Нижче наведено кілька перекладів грецьких християнських текстів і біблійних текстів, які показують роль жінок у християнстві та їхні вчинки, які є прикладом послідовників Бога.
- Марія, мати Ісуса, є яскравим прикладом значення жінки в християнстві. Коли до неї звернувся архангел Гавриїл, вона показала свою відданість Богу, прийнявши Його покликання стати матір'ю Ісуса Христа, Спасителя.[48]

- У Церковній історії 5.1.3-54 Бландіна, яку катували, залишалася сильною, незважаючи на біль, оскільки нею керувала Божа слава. Вона проголошує: «Я християнка; ми не робимо нічого, чого було б соромно», незалежно від страждань, через які вона пройшла, будучи християнкою.[49]
- Розділ Геронтія, Життя Меланії Молодшої 42-48 розповідає про спробу Меланії навчити жінок чеснот християнської жінки, щоб цілковито служити Ісусу Христу. Вона навчала, як важливо ніколи не відволікатися на спокуси і сумлінно слідувати вченням Псалма. Крім того, Меланія надихає своїх співвітчизниць непохитно віддатися Богові та боротися за свою віру.[49]

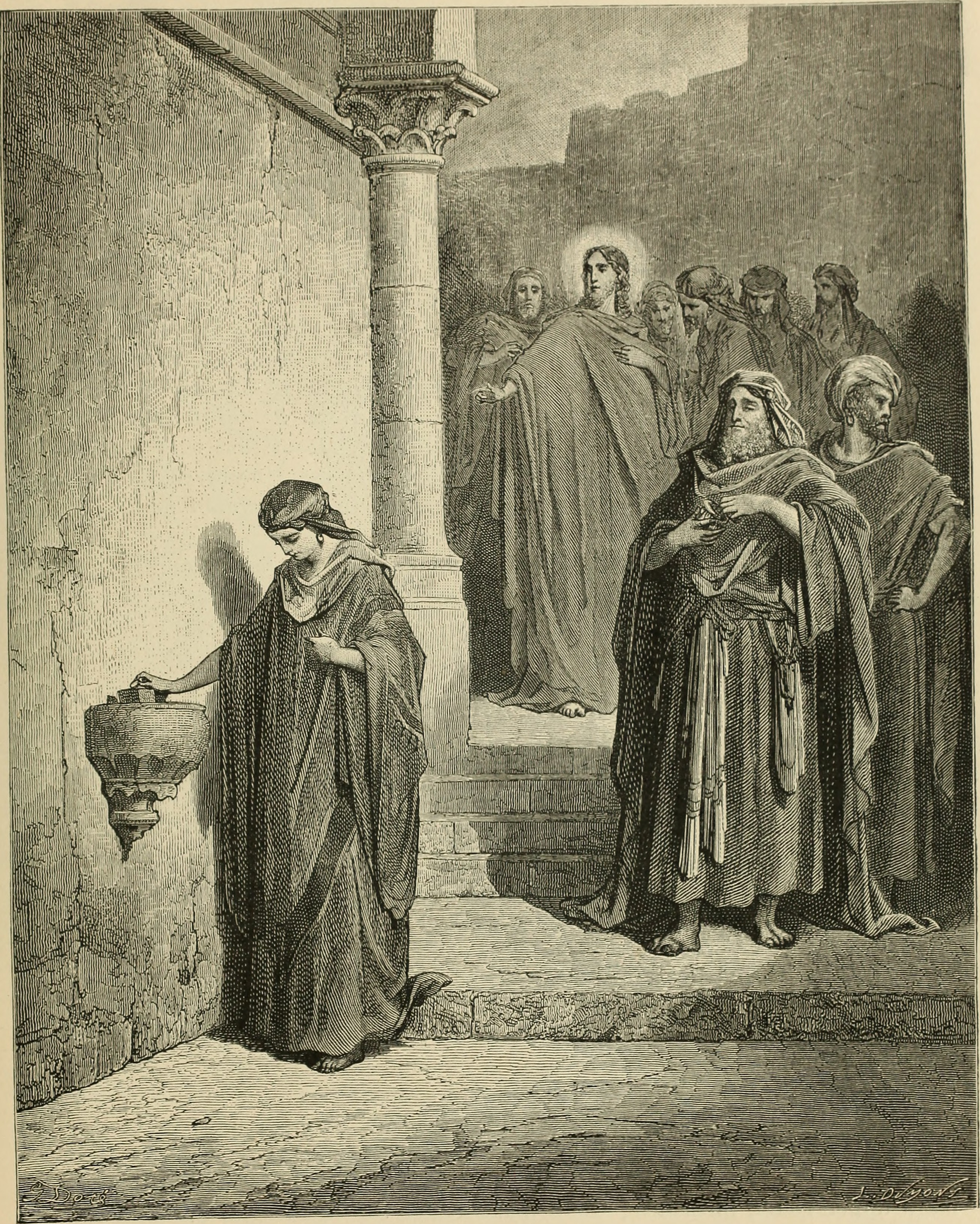
Зображення бідної вдови, яка приносить монети до храмової скарбниці, що свідчить про її довіру до Бога.

- Паула Римська — жіноча фігура, яка має риси, які часто приписують чоловікам через те, що вона багата та впливова. Як і Меланія Молодша, вона жила Євангелієм, відкриваючи жіночі монастирі та присвятивши себе допомозі менш щасливим.[48]
- У Євангелії від Марка 12:41-44 Ісус бачив, як бідна вдова приносила храму дві мідні монети, і проголосив: «Істинно кажу вам, ця бідна вдова поклала більше, ніж усі, хто кладе в скарбницю. з них пожертвували з надлишку свого, а вона з бідності своєї поклала все, що мала, усе, що мала для життя».[50]

## Християнство та насильство проти жінок
Окрім вивчення важливості жінки в християнстві через біблійні тексти, також важливо дізнатися, як християнство впливає на жінок у сучасному періоді часу. Цей розділ демонструє, як патріархат, вплетений у християнство, залишається шкідливим для жінок навіть у сучасному суспільстві, тоді як коли християнство застосовується без підкорення жінок, це дозволяє жінкам мати можливість повною мірою брати участь у релігії.
У дослідженні впливу християнства на жінок, які зазнали домашнього насильства, у Сан-Паулу, Бразилія, виявлено більше ускладнень у боротьбі з домашнім насильством під впливом патріархату, який вплівся в християнство. Наприклад, респондентка Адріана сказала, що, попри жорстоке поводження з боку свого чоловіка-поліцейського, вона не могла піти, оскільки вірила, що її шлюб благословив Бог. Зізнавшись у своїй ситуації пастору та його дружині, вона почула від них, що палка молитва допоможе вирішити проблеми. Щоб змінити точку зору Адріани, Една, психологиня, яка також виросла в п'ятидесятницькій культурі, допомогла Адріані зорієнтуватися у насильстві її чоловіка та її вірі. Роблячи це, вона дозволяє Адріані, а також іншим жінкам, яким вона допомогла, поміркувати над тим, чи є насильство їх чоловіків ситуацією, у якій Бог хоче, щоб вони залишилися. Крім того, є релігійні діячі, такі як пастори та священики, які казали жінкам, що зазнали насильства, що їхня віра принесе зміни. Іноді цим жінкам кажуть, що причиною жорстокого поводження з ними є їхня власна невідповідність.

## Фемгрупи християнок
З іншого боку, серед патріархальної історії Японії японські жінки, які були політично заангажовані, вимагаючи рівного ставлення, зібралися та заснували Жіночий християнський союз тверезості, який дозволив їм підтримувати одна одну та процвітати у своїй кар'єрі. Відомою в організації є Ушіода Чісеко, активістка благодійної організації, чиї альтруїстичні прагнення керувалися її християнською вірою. Її внесок включає відстоювання ролі жінок у соціальному та політичному житті та допомогу бідним жінкам у здобутті професійних навичок. Іншим відомим членом організації є Гані Мотоко, яка відома як перша жінка-журналістка в Японії. Завдяки своїй участі в WCTU організація допомогла Мотоко привернути увагу до своїх робіт. Відданість Мотоко християнству почалася, коли вона вступила до християнської школи. Пізніше, у своїй письменницькій кар'єрі, вона писала про християнський сиротинець, який інформував про те, як допомогти сиротам мати більше ресурсів і можливостей за рахунок пожертв. Пізніше Мотоко також запровадила реформи домашнього господарства, які сприяли розподілу обов'язків у домі як чоловіками, так і жінками.
Вищезгадані статті дають уявлення про те, як жінки виявляють свою відданість християнству та його вплив на їхнє життя, а також про те, як до них ставляться люди віри. Оскільки ці розповіді зосереджені лише на певних групах християн, їх не слід розглядати як такі, що відображають весь досвід сучасних жінок у християнстві.

## Феміністична теологія
Існує низка наукових журналів, присвячених розвитку феміністичної теологічної науки. До них належать:
- Journal of Feminist Studies of Religion[53]
- Women-Church Journal (1988—2007), співредакторки: Елейн Ліндсі та Ерін Вайт
- Іn God's image, створений Азійським жіночим ресурсним центром культури та теології[54]
- Feminist Theology[55]

## Критика
Було кілька Пап Римських, як-от Папа Іван Павло II і Папа Франциск, які посилалися на певний тип фемінізму у своїх зверненнях до громадськості. Цитується Папа Франциск, який говорить про «незамінну роль жінки в сім'ї… [Дари делікатності…, які є багатством жіночого духу, являють собою справжню силу для життя сім'ї…, без якої людське покликання було б нездійсненним». Деякі чоловіки та жінки сприйняли слова Папи Франциска як «живу надію» на те, що жінки займуть більш помітну роль у Католицькій Церкві. Ці ж жінки та чоловіки також вважають, що «радикальний фемінізм» є причиною того, що вчення тодішнього Папи Івана Павла ІІ розглядаються як негативні, вони також вірять, що Папа Іван Павло ІІ робив великі кроки, принаймні для свого часу, щоб залучати жінок до церкви. Ці критики сучасного фемінізму вважають, що негативність спрямована не в правильному напрямку щодо місця жінки в Римсько-католицькій церкві.

## Подальше читання
- Anderson, Pamela Sue (1998). A feminist philosophy of religion: the rationality and myths of religious belief. Oxford, UK Malden, Massachusetts: Blackwell. ISBN 9780631193838.
- Anderson, ред. (2004). Feminist philosophy of religion: critical readings. London New York: Routledge. ISBN 9780415257503.
- Berliner, Patricia M. (2007). Touching your lifethread and revaluing the feminine: a process of psychospiritual change. South Bend, Indiana: Cloverdale Books. ISBN 9781929569229. Архів оригіналу за 23 вересня 2015. Процитовано 24 травня 2007.
- Bristow, John T. (1991). What Paul really said about women: an apostle's liberating views on equality in marriage, leadership, and love. San Francisco: HarperSanFrancisco. ISBN 9780062116598.
- Davies, Eryl W. (2003). The dissenting reader: feminist approaches to the Hebrew Bible. Burlington, Vermont: Ashgate. OCLC 607075403.
- Gentry, Caron E. (2016). Feminist Christian realism: vulnerability, obligation and power politics. International Feminist Journal of Politics. 18 (3): 449—467. doi:10.1080/14616742.2015.1059144. {{cite journal}}: |hdl-access= вимагає |hdl= (довідка)
- Haddad, Mimi (Autumn 2006). Egalitarian pioneers: Betty Friedan or Catherine Booth? (PDF). Priscilla Papers. 20 (4): 53—59.
- Radford Ruether, Rosemary (2007). Feminist theologies: legacy and prospect. Minneapolis, Minnesota: Fortress Press. ISBN 9780800638948.
- Russell, Letty M. (1993). Church in the round: feminist interpretation of the church. Louisville, Kentucky: Westminster/J. Knox Press. ISBN 9780664250706.
- Wilson-Kastner, Patricia (1983). Faith, feminism, and the Christ. Philadelphia: Fortress Press. ISBN 9780800617462.